# Huis van de Estlandse Ridderschap

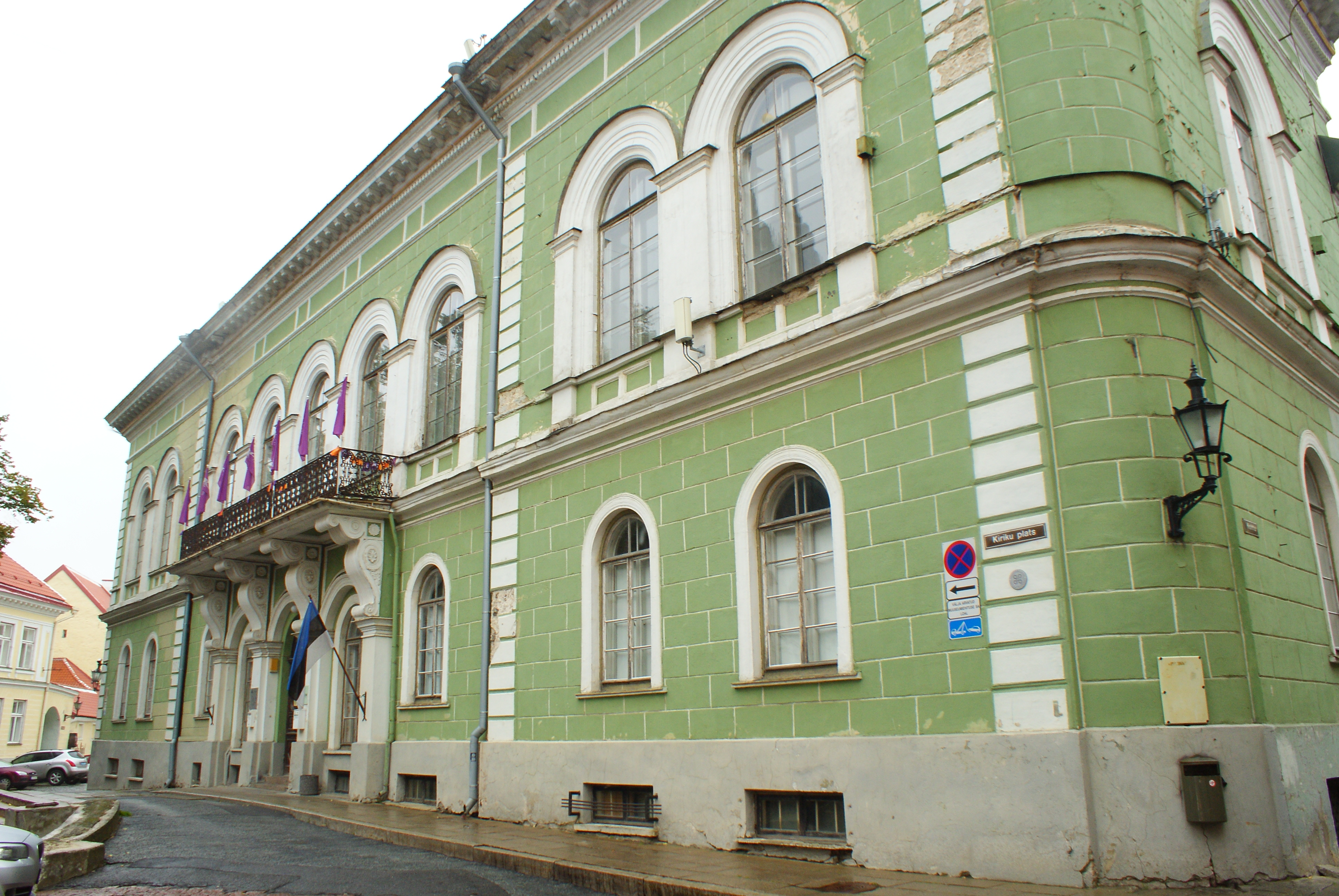
Het Huis van de Estlandse Ridderschap

Het Huis van de Estlandse Ridderschap (Estisch: Eestimaa rüütelkonna hoone, Duits: Haus der Estländischen Ritterschaft) is een gebouw in Toompea, het hooggelegen deel van Vanalinn, de historische binnenstad van Tallinn, de hoofdstad van Estland. Het adres is Kiriku plats 1. Aan hetzelfde plein ligt ook de Dom van Tallinn.

## Geschiedenis
Estland werd in de 13e eeuw bezet door de Orde van de Zwaardbroeders, een religieuze orde van adellijke Duitsers. Sindsdien waren adellijke Duitsers, de ‘Baltische baronnen’, de feitelijke machthebbers in Estland. Dat veranderde niet toen Estland in de 17e eeuw door Zweden en in de 18e eeuw door het Keizerrijk Rusland werd bezet. Vele magistraten waren adellijke Duitsers. Ze bezaten als grootgrondbezitters ook grote delen van de grond in Estland. Er waren ook veel adellijke Duitsers die voor een carrière in het Russische leger kozen.
Niet alle Baltische Duitsers waren van adel. In de steden woonden veel Duitstalige kooplui en ambachtslieden, die soms ook een rol speelden in de stadsbesturen. Op het platteland waren de Baltische baronnen echter oppermachtig.
De adellijke Duitsers waren verenigd in de Estlandse Ridderschap. Het Huis van de Estlandse Ridderschap was de plaats waar de ridders vergaderden en festiviteiten organiseerden en waar hun adelsboek werd bijgehouden.
Het huidige gebouw is al het vierde Huis van de Ridderschap. De eerste twee gingen bij een brand verloren en het derde werd te klein. Het huidige gebouw in neorenaissancestijl is ontworpen door de architect Georg Winterhalter (1822-1894) en gebouwd in de jaren 1845-1848.
Nadat Estland onafhankelijk was geworden, werden in 1920 de privileges van de Duitse ridders opgeheven. Het gebouw werd nu in gebruik genomen als Estlands ministerie van Buitenlandse Zaken.
Na de Sovjetbezetting van Estland in 1940 had het land geen eigen ministerie van Buitenlandse Zaken meer. Tussen 1948 en 1992 deed het gebouw dienst als Nationale Bibliotheek van Estland. Daarna werd de boekencollectie overgebracht naar een nieuw gebouw in de wijk Tõnismäe.
In 1993 werd een deel van de kunstcollectie uit het Kadriorgpaleis ondergebracht in het Huis van de Estlandse Ridderschap. Het Kadriorgpaleis was nodig aan een restauratie toe; bovendien werd in de wijk Kadriorg een nieuw kunstmuseum gebouwd, zodat de collectie ook kon worden uitgebreid.
Na 2000 werd de collectie weer geleidelijk overgebracht naar het gerestaureerde Kadriorgpaleis en het nieuw gebouwde Kumu (een afkorting van Kunstimuuseum). In 2009 werd in het Huis van de Estlandse Ridderschap een deel van de Estische Kunstacademie gevestigd. Ook dat was maar tijdelijk. In 2016 verhuisde de Estische Kunstacademie naar een gerestaureerd voormalig fabriekspand in de wijk Kalamaja, op de hoek van de Kotzebue tänav en de Põhja puiestee.